# الجامع الحميدي

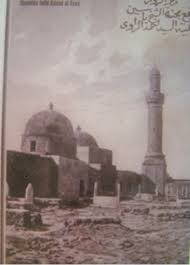
الجامع الحميدي في دير الزور

الجامع الحميدي من أقدم وأشهر مساجد مدينة ديرالزور في سوريا، حيث تقام فيه كافة المناسبات الدينية.

## تاريخه
يعود بناؤه إلى ماقبل العام 1900، ويتميز بمئذنته العثمانية المنشأ والتي قدمها السلطان العثماني عبد الحميد الثاني هدية للمسجد، وقد هدم المسجد كونه كان آيلاً للسقوط وإعادة بنائه عام 1936 بمئذنة واحدة تقع غربي المسجد يدخل إليها من داخل حرم الصلاة (أي أن البوابة داخل الحرم) وأكمل بناء الأروقة في العام 1946، وقد اعتمد في بنائه على الحجر الكلسي الأصفر.

## موقعه
يقع وسط مدينة دير الزور على الشارع العام وبلغ مساحته 3 دونم تقريباً بما فيه الباحات والحديقة والبناء القديم.

## نمط بنائه
بنيت مآذنه الأربعة في بداية القرن العشرين واستمر العمل فيها حتى نهاية العام 1907، تتجه بوابته الرئيسية إلى الشمال وتتوسط محلات تجارية كثيرة تابعة لحرم الجامع، ويوجد في الجهة الغربية منه أربع غرف قديمة، يحاذيها رواق على شكل أقواس عثمانية وأميال رخامية إضافة إلى أن سقوفه عبارة عن قبب خمسة، كانت تستخدم هذه الغرف كقاعات للدروس الدينية، كما استخدمت في بعض المراحل (منذ عام 1960 ـ 1985) مهاجع ليلية لطلاب الشرعية، ويوجد تحت كل غرفة سرداب يدخل إليه ضمن فتحه مربعة في زاوية الغرفة.
أما الجهة الشرقية من حرم المسجد فيوجد فيها حديقة كبيرة وموقتات وحمامات ونسخة سماوية أخرى، وكان «موضــأً» في واجهة المسجد، وهو عبارة عن بحرة دائرية مسقوفة بقبة مرفوعة على أميال رخامية تم إزالتها منذ أكثر من عشرة سنوات.

## خطباؤه
توالى عليه في الخطابة والتدريس كل من العلماء:
- الشيـــخ «حسين الأزهري» (مفتي الفرات).
- الشيـــخ «محمد سعيد العرفي» (مفتي المحافظة).
- الشيـــخ «أحمد العرفـــي» (والد الشيخ «محمد سعيد العرفي»).
- الشيــخ «عبد الوهاب حوكان».
- الدكتور «حسن هويدي».
- الشيــخ «خليل ملا خاطر».
- الشيــخ «مهيدي الأشرم».